# Agraphie
 Mise en garde médicale
L'agraphie est un trouble spécifique de l'expression écrite conséquent à une affection cérébrale.

## Classification
L'agraphie peut s'exprimer de manière isolée ou combinée avec d'autres pathologies comme l'agnosie, l'apraxie, l'alexie ou l'aphasie.

## Physiopathologie
La plupart des lésions causant des agraphies sont situées dans les domaines de  Brodmann 39 et 40 du lobe pariétal gauche, ou la zone 22 du lobe temporal gauche. Mais des agraphies apraxiques ont également été rapportées à la suite de lésions thalamiques, cérébelleuses, ou hémisphériques profondes.
La region du gyrus précentral baptisée « aire d'Exner » a été historiquement considérée comme la zone responsable des « images motrices graphiques ». Les données d'exploration neurologique ont confirmé ces hypothèses, et indiquent que le cortex prémoteur et pariétal postérieur collaborent dans les processus d'écriture. Mais la fonction précise de chacune de ces régions et leurs modes d'interaction restent assez mal connus.

### Conséquences
Les individus souffrant d'agraphie ne peuvent retranscrire par écrit ce qui est verbalement dit. Lorsqu'une production écrite est possible, les lettres sont mal formées, l'écriture est extrêmement lente, et de nombreux arrêts sont présents.

### Troubles associés

#### Agraphie aphasique
L'agraphie aphasique est une agraphie associée à une aphasie.

#### Agraphie avec alexie
L'agraphie avec alexie est une agraphie associée à une alexie. Lésion généralement pariétale et intéresse le gyrus angulaire

#### Agraphie apraxique
L'agraphie apraxique est une agraphie associé à une apraxie. Lésion le plus souvent pariétale. Apraxie spécialisée dans les gestes élémentaires de l’écriture, surtout marquée par les distorsions et les inversions des graphèmes ; l’usage des cubes alphabétiques atténue ces effets, sans d’ailleurs les supprimer. Le trouble de base altère la programmation du message graphique au niveau des performances gestuelles en même temps que l’organisation des structures linguistiques.

## Les types d'agraphies

### Agraphie pure
Causé par une lésion de la partie postérieure de F2, du lobe pariétal supérieure, de la région périsylvienne postérieure ou de structures sous corticales. L’agraphie pure est une atteinte isolée de l’écriture, sans altération du langage oral, de la lecture, ni des praxies. Ce type de trouble est assez rare. 

### Agraphie spatiale (ou dysgraphie spatiale)
Causé par une lésion le plus souvent située au niveau des aires postérieures de l’hémisphère non-dominant. Ce type d’agraphie se manifeste par la reduplication de certains jambages et graphèmes, surtout m/n/i/u, l’impossibilité d’écrire le long des lignes horizontales, l’usage de la moitié droite seule du papier (car ce type d'agraphie est souvent associé à de l'héminégligence gauche), et de nombreux blancs, isolant les graphèmes d’un même mot et détruisant l’unité graphique du mot. 

### Agraphie phonologique
L’agraphie phonologique est au contraire caractérisée par des troubles sélectifs de l’écriture des non-mots. Dans les cas les plus purs, le trouble est caractérisé par une incapacité à écrire les non-mots alors que les performances pour les mots sont relativement préservées. L’association d’un effet de classe des mots avec notamment une difficulté à écrire les mots grammaticaux par rapport aux noms, est constante. Les productions erronées respectent la classe des mots (un mot grammatical est remplacé par un mot grammatical, de même pour les adjectifs ou les verbes). On observe un agrammatisme lors de productions de phrases. Un effet de concrétude est souvent observé, les mots abstraits étant moins bien réussis. Un effet d’imageabilité est également suggéré,,. Il s’agit de productions respectant le morphème lexical, ex : rêveur/rêve/rêverie. Hormis les absences de réponse et erreurs dérivationnelles, les erreurs consistent toujours en erreurs non phonologiquement plausibles, c’est-à-dire des erreurs de lettres (par omission, substitution, transposition ou addition d’une lettre) ne respectant pas la phonologie du mot cible. Selon Morin (1990), les lésions responsables impliqueraient toujours une lésion du gyrus supramarginalis ou de l’insula sous-jacente de l’hémisphère gauche. Les agraphies profondes sont secondaires à des lésions étendues d’origine ischémique.

### Agraphie lexicale
L’agraphie lexicale (ou agraphie de surface) est caractérisée par des troubles sélectifs de l’écriture des mots irréguliers conduisant à des erreurs de régularisation encore appelées « erreurs phonologiquement plausibles ». Il se caractérise par une préservation de l’écriture des non-mots alors que l’écriture des mots est sensible à l’irrégularité et l’ambiguité orthographique. Un effet de fréquence des mots apparait. Les agraphiques de surface réussissent mieux à orthographier les mots de haute fréquence. Aucun effet de classe des mots, de concrétude ou d’imageabilité n’est rapporté. Les erreurs caractéristiques de ce syndrome sont appelées erreurs phonologiquement plausibles ou correctes car elles respectent parfaitement la phonologie du mot cible (ex : femme-fame, équerre-équeire). Le terme d’erreurs de régularisation concernant l’écriture des mots irréguliers a également été employé. Barry (1988), de même que Beauvois & Derouesné (1981) soulignent la variabilité de ce type d’erreurs. Il n’est cependant pas exceptionnel de relever dans des agraphies lexicales des erreurs de lettres ou erreurs non phonologiquement plausibles (ex : sward pour sword) qui indiqueraient selon Ellis (1984) un accès partiel aux représentations orthographiques. Selon Morin (1990), les lésions impliquées concernent la partie postéro-supérieure du gyrus angularis. Leur nature est plus diversifiée que pour le syndrome d’agraphie phonologique. Elles sont présentes dans les atteintes secondaires à une démence de type Alzheimer.

### Agraphie périphérique
De façon générale, ces troubles périphériques sont limités à l’expression écrite et n’affectent pas l’épellation orale.

### Agraphie profonde
L’agraphie profonde constitue un tableau moins pur avec l’association notamment de paragraphies sémantiques. La caractéristique principale de ce syndrome est un effet de longueur, c'est-à-dire une probabilité d’erreurs plus grandes pour les mots long que pour les mots courts. Ces erreurs consistent en des substitutions, omissions ou transpositions de lettres (erreurs non phonologiquement plausibles). 

## Traitements
L’agraphie se traite avec des exercices avec une ergo-thérapeute et des efforts pour l’éducation de l’écriture.